# Strade Bianche femminile 2017
La Strade Bianche femminile 2017, terza edizione della corsa e valida come prima prova dell'UCI Women's World Tour 2017, si svolse il 4 marzo 2017 su un percorso di 127 km. La vittoria fu appannaggio dell'italiana Elisa Longo Borghini, che completò il percorso in 3h44'45", precedendo la polacca Katarzyna Niewiadoma e la britannica Elizabeth Deignan.
Sul traguardo di Siena 80 cicliste, su 136 partite dalla medesima località, portarono a termine la competizione

## Percorso
Il percorso dell'edizione 2017 si è sviluppato su una lunghezza di 127 km ed è partito e arrivato a Siena. Sul percorso, interamente pianeggiante, si sono incontrati 30,5 km di strade bianche, suddivisi in 8 cosiddetti settori, ciascuno caratterizzato da differente lunghezza e difficoltà (cinque stelle per i tratti più difficoltosi).
Settori in strade bianche
| Settore Numero | Nome                  | Chilometro | Lunghezza (m) | Categoria     |
| -------------- | --------------------- | ---------- | ------------- | ------------- |
| 1              | Vidritta              | 11,4       | 2100          | *             |
| 2              | Bagnaia               | 17         | 4700          | *             |
| 3              | Radi                  | 27,8       | 4400          | * · * · *     |
| 4              | Murlo                 | 38,5       | 5500          | *             |
| 5              | San Martino in Grania | 58,6       | 9500          | * · * · *     |
| 6              | Monteaperti           | 102,2      | 800           | *             |
| 7              | Colle Pinzuto         | 107,6      | 2400          | * · * · * · * |
| 8              | Le Tolfe              | 113,9      | 1100          | * · * · *     |

## Squadre e corridori partecipanti
Partecipano alla Strade Bianche 2017 24 formazioni di categoria UCI.
| N.      | Cod. | Squadra                         |
| ------- | ---- | ------------------------------- |
| 1-6     | DLT  | Boels-Dolmans Cycling Team      |
| 11-16   | ALE  | ALÉ-Cipollini                   |
| 21-26   | VAI  | Aromitalia-Vaiano               |
| 31-36   | ASA  | Astana Women's Team             |
| 41-46   | BPK  | BePink-Cogeas                   |
| 51-56   | BTC  | BTC City Ljubljana              |
| 61-66   | LPR  | Canyon-SRAM Racing              |
| 71-76   | CBT  | Cervélo-Bigla Pro Cycling Team  |
| 81-86   | CPC  | Cylance Pro Cycling             |
| 91-96   | DRP  | Drops Cycling Team              |
| 101-106 | FUT  | FDJ-Nouv. Aquitaine-Futuroscope |
| 111-116 | ISG  | Giusfredi-Bianchi               |

| N.      | Cod. | Squadra                        |
| ------- | ---- | ------------------------------ |
| 121-126 | HPU  | Hitec Products                 |
| 131-134 | LWK  | Lensworld-Kuota                |
| 141-146 | ORS  | Orica-Scott                    |
| 151-156 | MIC  | SC Michela Fanini              |
| 161-166 | SER  | Servetto-Giusta                |
| 171-176 | SUN  | Team Sunweb                    |
| 181-186 | TIB  | Team Tibco-Silicon Valley Bank |
| 191-196 | TVW  | Team VéloConcept Women         |
| 201-206 | TOP  | Top Girls Fassa Bortolo        |
| 211-216 | VAL  | Valcar-PBM                     |
| 221-226 | WHT  | Wiggle-High5                   |
| 231-236 | WM3  | WM3 Pro Cycling Team           |

## Resoconto degli eventi
Le condizioni meteo avverse (pioggia) creano dei problemi in gruppo: nel tratto di San Martino si verifica una caduta dove Chloe Hosking, Elisa Longo Borghini e Katarzyna Niewiadoma rimangono coinvolte. La caduta rallenta la corsa e il gruppo decide di fermarsi per far rientrare le atlete coinvolte nell'incidente. Dopo parte una composta da Lauren Stephens, Floortje Mackaij e Lara Vieceli; il loro vantaggio massimo sarà di 1'30" e il gruppo rientra su di loro a 18 Km dalla conclusione, sotto la spinta di Christine Majerus ed Elizabeth Deignan. Vi è selezione avviene e solo cinque atlete rimangono in testa: Elisa Longo Borghini, Elizabeth Deignan, Katarzyna Niewiadoma, Annemiek van Vleuten e Katrin Garfoot. Quest'ultima perde contatto nell tarto de Le Tolfe, però riesce a rientrare sulla testa della corsa. Le cinque subiscono il ritorno di Lucinda Brand e Shara Gillow a tre chilometri dal traguardo; esse attaccano subito e ottengono un vantaggio di pochi secondi, ai piedi della salita finale. Le 5 riescono a rientrare sul tratto più ripido di via Santa Caterina; qui Elisa Longo Borghini accelera, seguita da Katarzyna Niewiadoma. Sul traguardo l'ornavassese regola la polacca.

## Ordine d'arrivo (Top 10)
| Pos. | Corridore             | Squadra       | Tempo    |
| ---- | --------------------- | ------------- | -------- |
| 1    | Elisa Longo Borghini  | Wiggle-High5  | 3h44'45" |
| 2    | Katarzyna Niewiadoma  | WM3           | a 2"     |
| 3    | Elizabeth Deignan     | Boels-Dolmans | a 5"     |
| 4    | Lucinda Brand         | Sunweb        | a 8"     |
| 5    | Annemiek van Vleuten  | Orica-Scott   | a 9"     |
| 6    | Shara Gillow          | FDJ           | a 12"    |
| 7    | Katrin Garfoot        | Orica-Scott   | a 18"    |
| 8    | Amanda Spratt         | Orica-Scott   | a 36"    |
| 9    | Cecilie Uttrup Ludwig | Cervélo-Bigla | a 1'06"  |
| 10   | Elena Cecchini        | Canyon-SRAM   | s.t.     |